# Estilo Oseberg

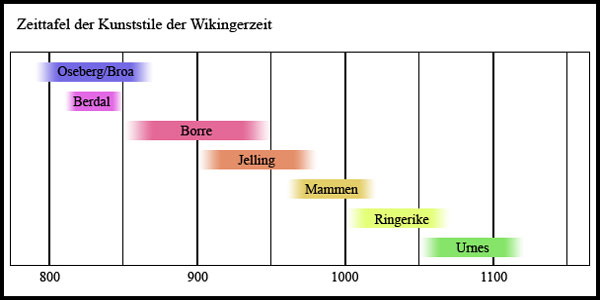
Cronología de los estilos de decoración animal escandinavos.

El estilo Oseberg, también conocido como estilo Oseberg-Broa, es la primera etapa de los estilos de decoración zoomórfica vikinga. Debe su nombre al barco funerario de Oseberg que contenía objetos de madera ricamente decorados y a una tumba en la localidad de Broa, Suecia.
El motivo característico de este estilo son las figuras de bestias zoológicamente indeterminadas, con cuerpos curvos y proyecciones en forma de zarcillos. En sus cuerpos se distinguen extremidades prensiles que se agarran al cuerpo de otro animal o al propio. Los textiles de Oseberg son de las pocas piezas de tela que se conservan del arte vikingo. El estilo también está influenciado por tradiciones de la era de Vendel, que actualmente no se consideran como un estilo independiente.
Las etapas de los estilos de ornamentación de formas animales de la época vikinga que le siguieron son: Borre, Jelling, Mammen, Ringerike y Urnes.

## Galería

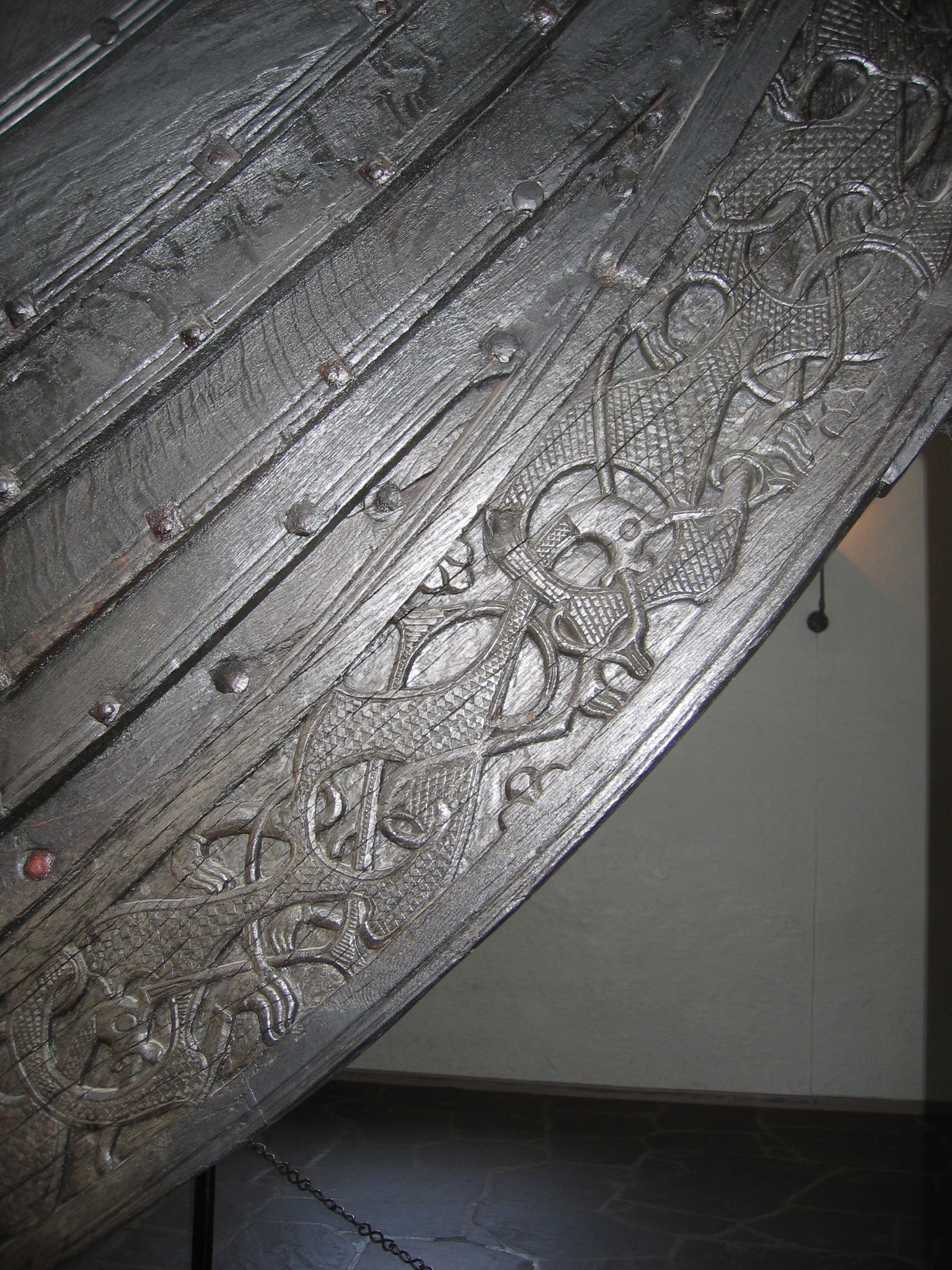
detalle del barco de Oseberg.
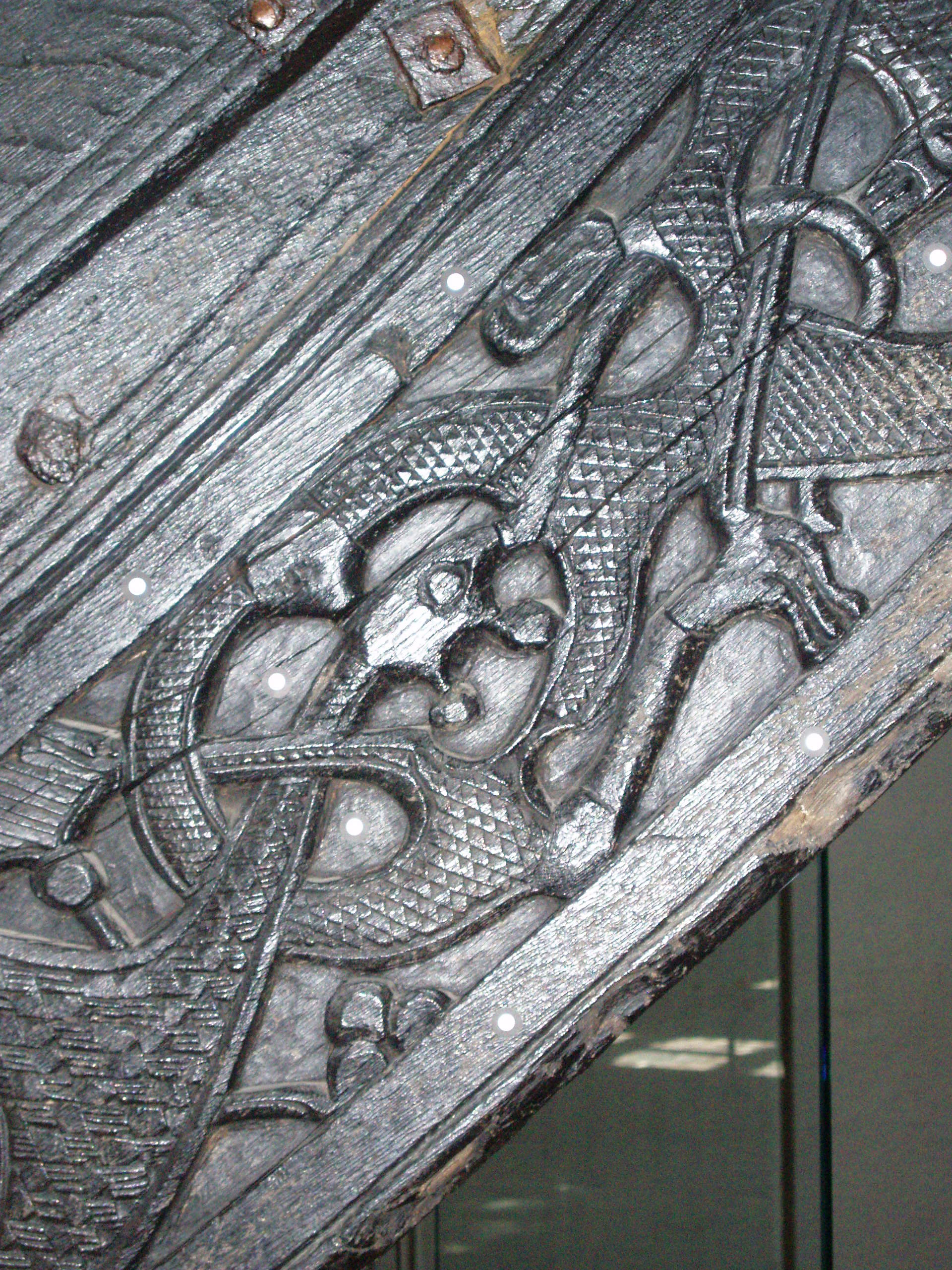
detalle de la proa.
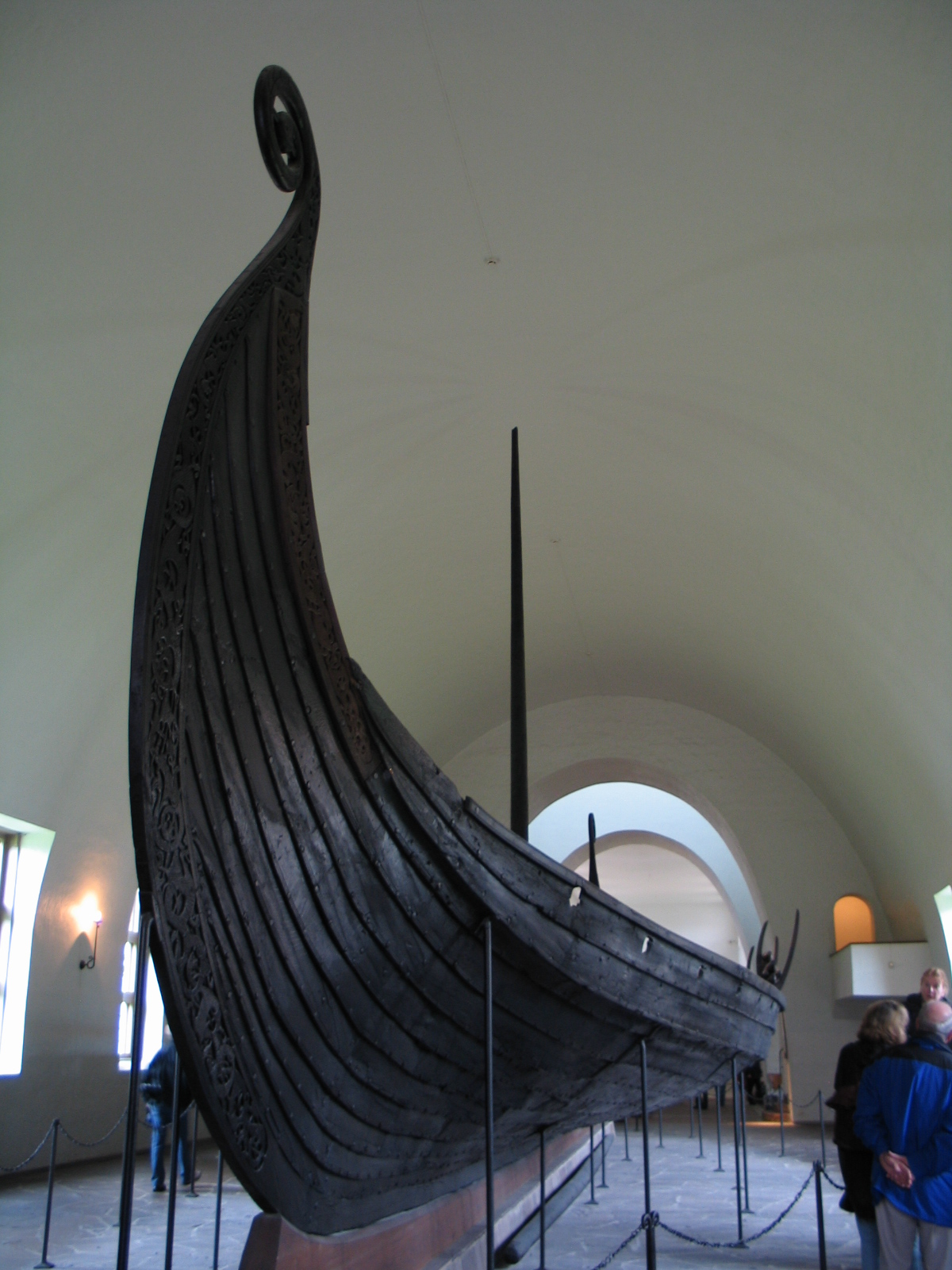
Proa completa.